# U-49 (tàu ngầm Đức) (1939)
U-49 là một tàu ngầm tấn công  Lớp Type VII thuộc phân lớp Type VIIB được Hải quân Đức Quốc Xã chế tạo trước Chiến tranh Thế giới thứ hai. Nhập biên chế năm 1939, nó đã thực hiện được bốn chuyến tuần tra và đánh chìm được một tàu buôn tải trọng 4.258 GRT, trước khi bị các tàu khu trục Anh HMS Fearless và HMS Brazen đánh chìm ngoài khơi Harstad, Na Uy vào ngày 15 tháng 4, 1940.

## Thiết kế và chế tạo

### Thiết kế
Phân lớp VIIB của Tàu ngầm Type VII là một phiên bản VIIA được mở rộng. Chúng có trọng lượng choán nước 753 t (741 tấn Anh) khi nổi và 857 t (843 tấn Anh) khi lặn). Con tàu có chiều dài chung 66,50 m (218 ft 2 in), lớp vỏ trong chịu áp lực dài 48,80 m (160 ft 1 in), mạn tàu rộng 6,20 m (20 ft 4 in), chiều cao 9,50 m (31 ft 2 in) và mớn nước 4,74 m (15 ft 7 in).
Chúng trang bị hai động cơ diesel Germaniawerft F46 6-xy lanh 4 thì, tổng công suất 2.800–3.200 PS (2.100–2.400 kW; 2.800–3.200 bhp), dẫn động hai trục chân vịt đường kính 1,23 m (4,0 ft), cho phép đạt tốc độ tối đa 17,9 kn (33,2 km/h), và tầm hoạt động tối đa 8.700 nmi (16.100 km) khi đi tốc độ đường trường 10 kn (19 km/h). Khi đi ngầm dưới nước, chúng sử dụng hai động cơ/máy phát điện Brown, Boveri & Cie GG UB 720/8 tổng công suất 750 PS (550 kW; 740 shp). Tốc độ tối đa khi lặn là 8 kn (15 km/h), và tầm hoạt động 90 nmi (170 km) ở tốc độ 4 kn (7,4 km/h). Con tàu có khả năng lặn sâu đến 230 m (750 ft).
Vũ khí trang bị có năm ống phóng ngư lôi 53,3 cm (21 in), bao gồm bốn ống trước mũi và một ống phía đuôi, và mang theo tổng cộng 14 quả ngư lôi, hoặc tối đa 22 quả thủy lôi TMA, hoặc 33 quả TMB. Tàu ngầm Type VIIB bố trí một hải pháo 8,8 cm SK C/35 cùng một pháo phòng không 2 cm (0,79 in) trên boong tàu. Thủy thủ đoàn bao gồm 4 sĩ quan và 40-56 thủy thủ.

### Chế tạo
U-49 được đặt hàng vào ngày 21 tháng 11, 1936, và được đặt lườn tại xưởng tàu của hãng Friedrich Krupp Germaniawerft tại Kiel vào ngày 15 tháng 9, 1938. Nó được hạ thủy vào ngày 24 tháng 6, 1939, và nhập biên chế cùng Hải quân Đức Quốc Xã vào ngày 12 tháng 8, 1939 dưới quyền chỉ huy của Hạm trưởng, Đại úy Hải quân Kurt von Goßler.

## Lịch sử hoạt động

### 1939
Vào lúc nhập biên chế, U-49 được phối thuộc cùng Chi hạm đội Tàu ngầm 7, và nó phục vụ cùng đơn vị này trong suốt quãng đời hoạt động.

#### Chuyến tuần tra thứ nhất
U-49 khởi hành từ Kiel vào ngày 9 tháng 11, 1939 cho chuyến tuần tra đầu tiên trong chiến tranh. Nó tiến vào Bắc Hải, rồi băng qua khe GIUK giữa Scotland và quần đảo Faroe để vòng qua quần đảo Anh và đi đến khu vực vịnh Biscay. Trên đường đi vào ngày 13 tháng 11, nó bị một máy bay Anh tấn công ở phía Bắc quần đảo Faroe, buộc U-49 phải lặn xuống độ sâu 160 m (520 ft) để né tránh, và bị hư hại nhẹ. Đến ngày 16 tháng 11, ở vị trí về phía Tây Scotland, nó lại bị các tàu khu trục Anh HMS Echo và HMS Wanderer phát hiện và tấn công bằng mìn sâu; U-49 phải lặn xuống độ sâu 170 m (560 ft) để ẩn nấp.
Đến 09 giờ 35 phút ngày 19 tháng 11, ở vị trí về phía Nam Ireland, U-49 phát hiện tàu buôn Anh SS Pensilva 4.258 GRT đang vận chuyển 6.985 tấn ngô. Một quả ngư lôi phía mũi phóng lúc 11 giờ 15 phút cùng một quả phía đuôi phóng lúc 11 giờ 24 phút đều bị trượt khỏi mục tiêu. Quả ngư lôi thứ ba phóng từ phía mũi lúc 12 giờ 19 phút đã đánh trúng Pensilva, khiến chiếc tàu buôn đắm ở vị trí về phía Tây Bắc mũi Ortegal, A Coruña, tại tọa độ 46°51′B 11°36′T / 46,85°B 11,6°T;toàn bộ thủy thủ đoàn đều sống sót và được các tàu khu trục Echo và Wanderer cứu vớt rồi đưa về Plymouth. U-49 kết thúc chuyến tuần tra và về đến Kiel vào ngày 29 tháng 11.

### 1940

#### Chuyến tuần tra thứ hai và thứ ba
Trong chuyến tuần tra thứ hai chỉ kéo dài sáu ngày, U-49 xuất phát từ Kiel vào ngày 29 tháng 2, 1940 để hoạt động tại Bắc Hải, và kết thúc tại Wilhelmshaven vào ngày 5 tháng 3 mà không đánh chìm được mục tiêu nào.
Trong chuyến tuần tra tiếp theo từ ngày 11 tháng 3 đến ngày 29 tháng 3, U-49 khởi hành từ Wilhelmshaven để hoạt động tại Bắc dọc theo bờ biển Na Uy. Nó kết thúc chuyến tuần tra kéo dài 19 ngày tại Wilhelmshaven mà vẫn không tìm thấy mục tiêu nào phù hợp. 

#### Chuyến tuần tra thứ tư - Bị mất
U-49 xuất phát từ Wilhelmshaven vào ngày 3 tháng 4 cho chuyến tuần tra thứ tư, cũng là chuyến cuối cùng, dọc theo bờ biển Na Uy. Nó không đánh chìm được mục tiêu nào cho đến ngày 15 tháng 4, khi nó bị các tàu khu trục Anh HMS Fearless và HMS Brazen thả mìn sâu đánh chìm gần Harstad, tại tọa độ 68°53′B 16°59′Đ / 68,883°B 16,983°Đ. Một thành viên thủy thủ đoàn đã tử trận, và 41 người sống sót được cứu vớt và bị bắt làm tù binh chiến tranh.

### Tóm tắt chiến công
U-49 đã đánh chìm được một tàu buôn với tải trọng 4.258 GRT:
| Ngày              | Tên tàu  | Quốc tịch      | Tải trọng | Số phận      |
| ----------------- | -------- | -------------- | --------- | ------------ |
| 19 tháng 11, 1939 | Pensilva | United Kingdom | 4.258     | Bị đánh chìm |

## Khám phá xác tàu đắm
Xác tàu đắm của U-49 được tàu ngầm Na Uy HNoMS Skolpen tìm thấy vào ngày 3 tháng 3, 1993, ở độ sâu 300 m (980 ft).